# Cohen Glacier
Cohen Glacier är en glaciär i Antarktis. Den ligger i Västantarktis. Nya Zeeland gör anspråk på området. Cohen Glacier ligger 641 meter över havet.
Terrängen runt Cohen Glacier är huvudsakligen kuperad, men söderut är den bergig. Trakten är obefolkad. Det finns inga samhällen i närheten.